# Крюківський винищувальний батальйон
Крюківський винищувальний батальйон (Кременчук) - винищувальний батальйон, організований у Крюкові на початку Великої Вітчизняної війни та дислокувався у приміщенні Крюківської школи № 4 (нині № 9).

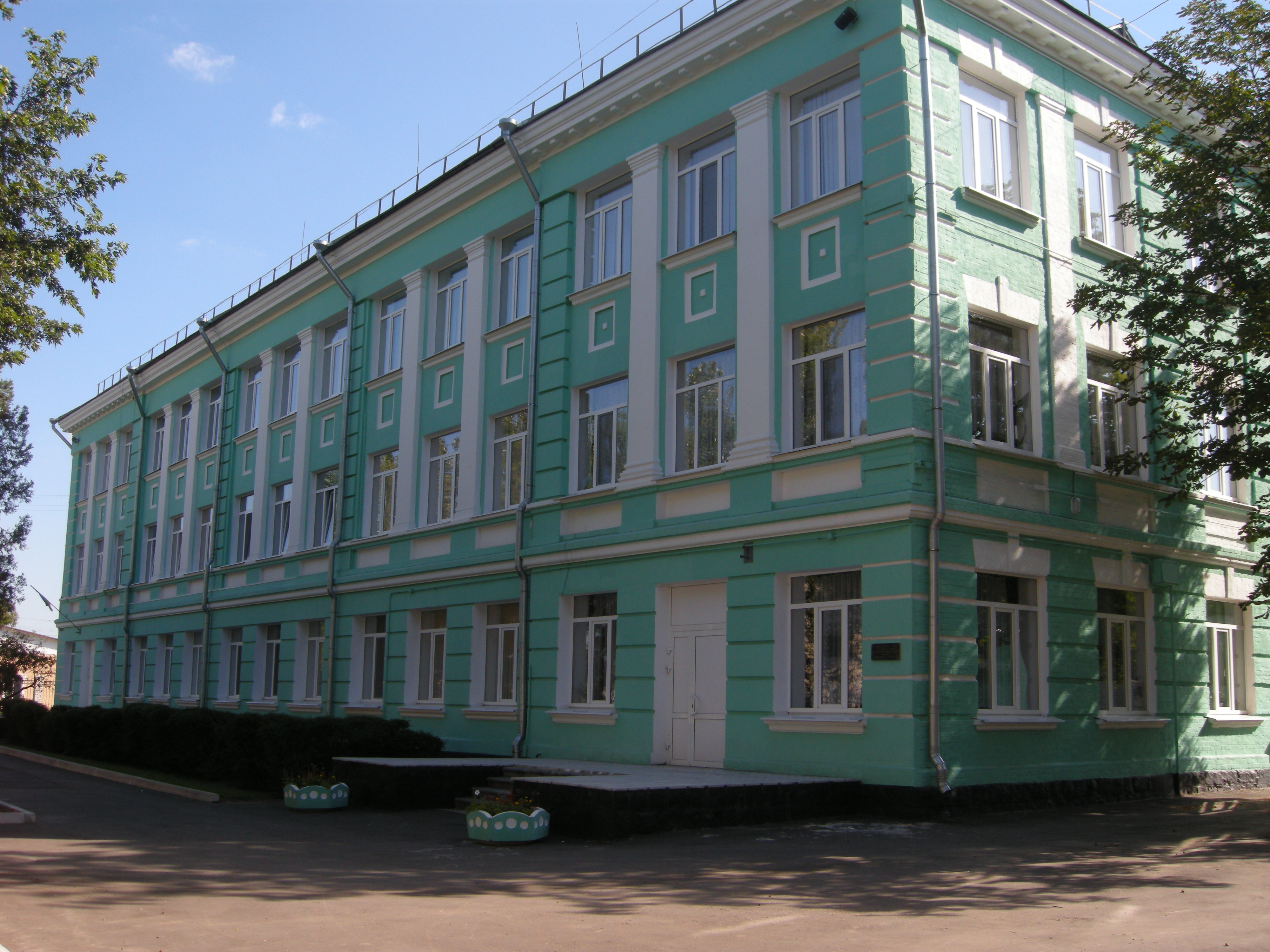
Крюківська школа № 4 (Кременчуцька ЗОШ № 9)

Командиром батальйону був начальник міліції Михайлик; політруком, а згодом командиром - учитель російської мови і літератури Дмитро Ляпкало, командиром одного із взводів - учитель історії Хоха Василь Дементійович (загинув 09.08.1941 в рядах бійців ДНО).
Під час окупації у школі знаходився німецький госпіталь, відразу після визволення Крюкова - короткий час радянський госпіталь. Під час війни будинок мало постраждав, тому заняття відновилися уже в 1944 р. 
У післявоєнний період нумерація шкіл змінилася, і Крюківська школа № 4 стала середньою школою № 9.
У 1995 р. на будівлі школи №9 (вул. Приходька, 38/5) встановлено меморіальну дошку з написом «У цьому будинку в липні - серпні 1941 р. знаходився Крюківський винищувальний батальйон, командир Д.І. Ляпкало».